# Suphalomitus brevis
Suphalomitus brevis är en insektsart som beskrevs av Douglas E. Kimmins 1949. Suphalomitus brevis ingår i släktet Suphalomitus och familjen fjärilsländor. Inga underarter finns listade i Catalogue of Life.